# Budynek szkoły ewangelickiej w Katowicach
Budynek szkoły ewangelickiej w Katowicach – budynek szkoły w Katowicach, położony przy ulicy Szkolnej 5, na terenie dzielnicy Śródmieście.
Jest siedzibą Szkoły Podstawowej Nr 7 Specjalnej w Katowicach, a sam budynek powstał w latach 1859–1860 w stylu arkadowym jako placówka szkolna dla katowickiej parafii ewangelickiej. Jeszcze w 1861 roku szkoła stała się placówką publiczną, a od 1873 roku budynek szkolny jest własnością miasta Katowice.

## Historia

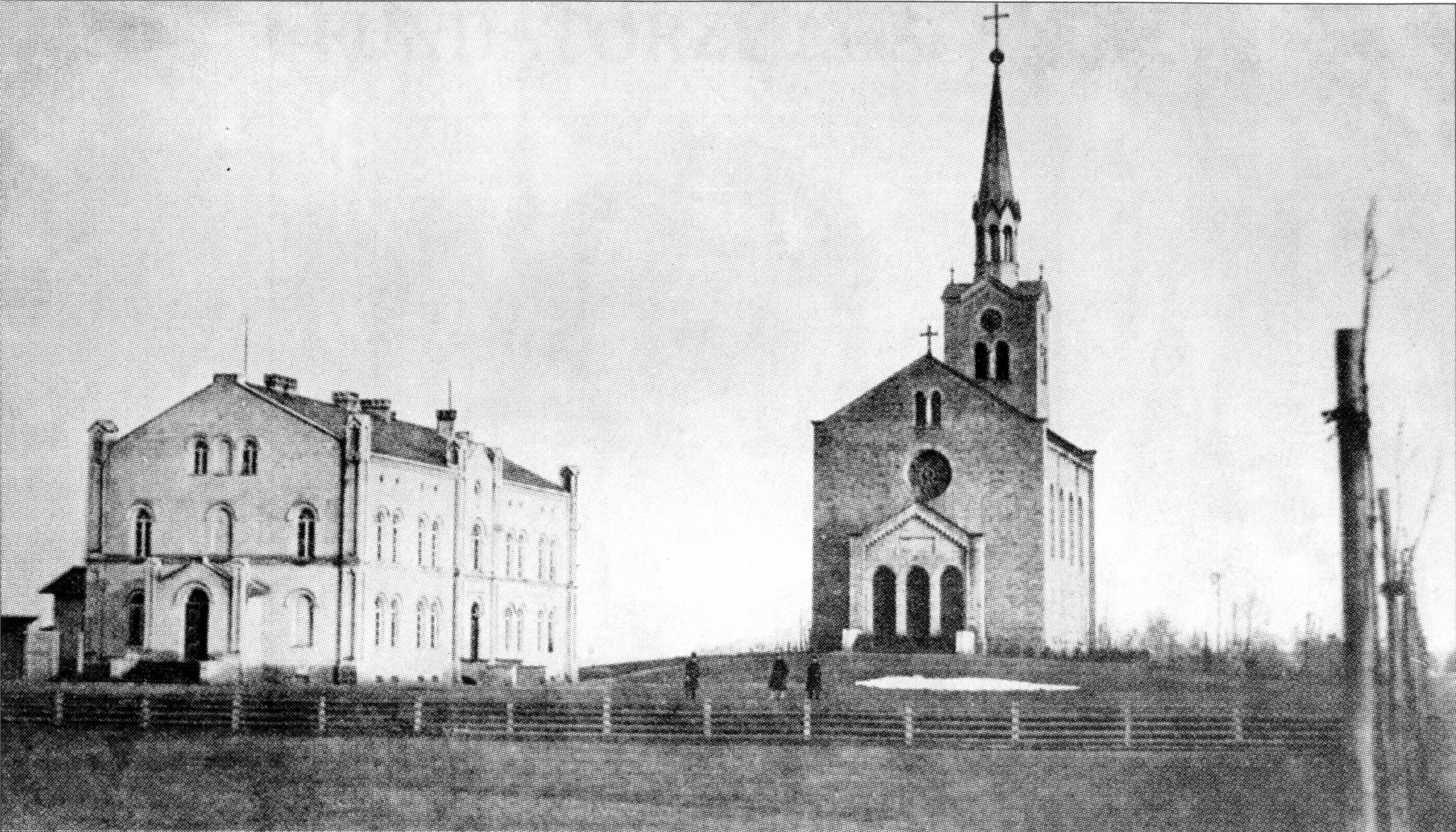
Kościół Zmartwychwstania Pańskiego (pośrodku) i gmach szkoły (po lewej) przy późn. ulicy Szkolnej 5 na zdjęciu z lat 60. XIX wieku

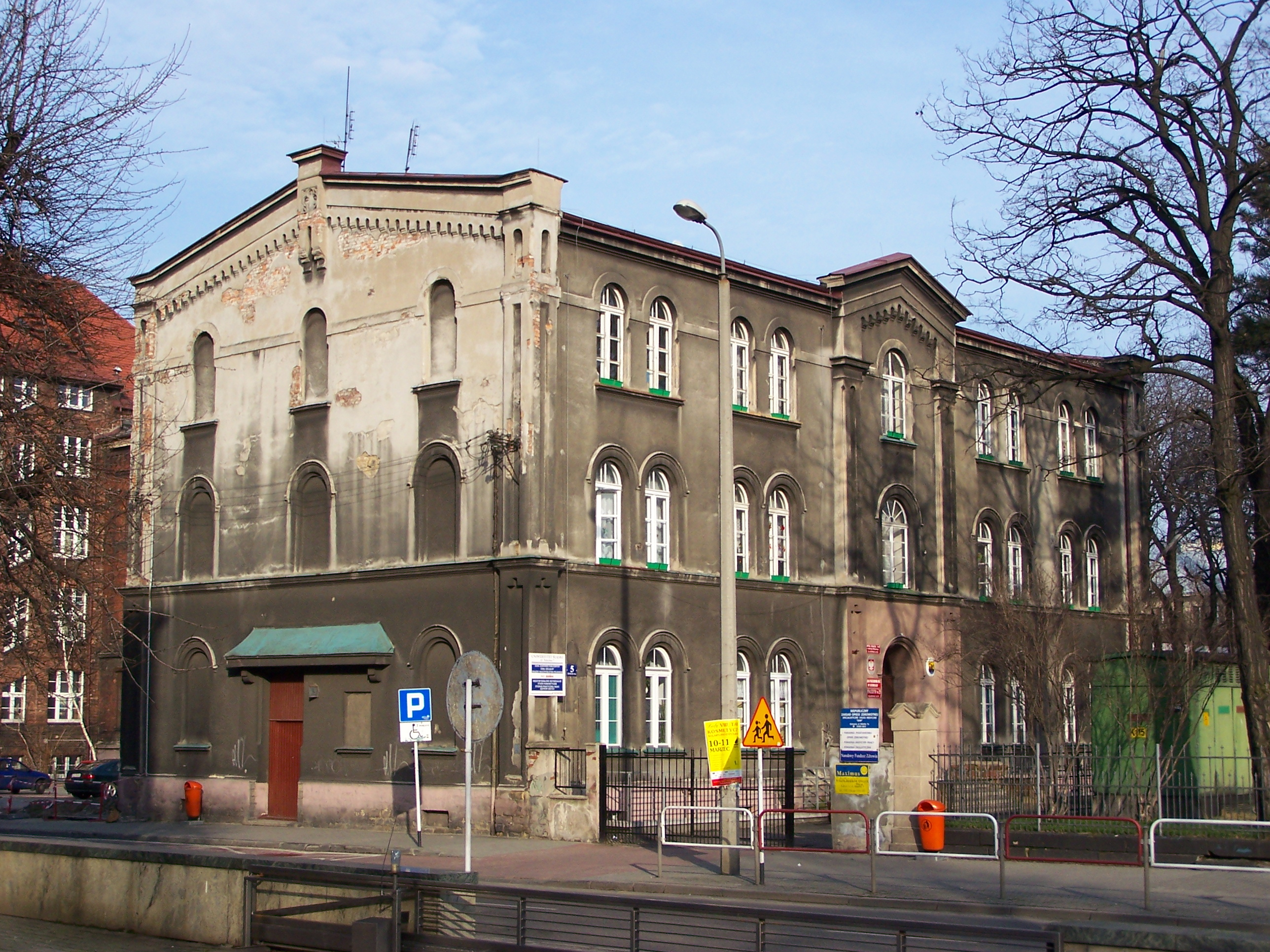
Gmach szkoły w 2007 roku

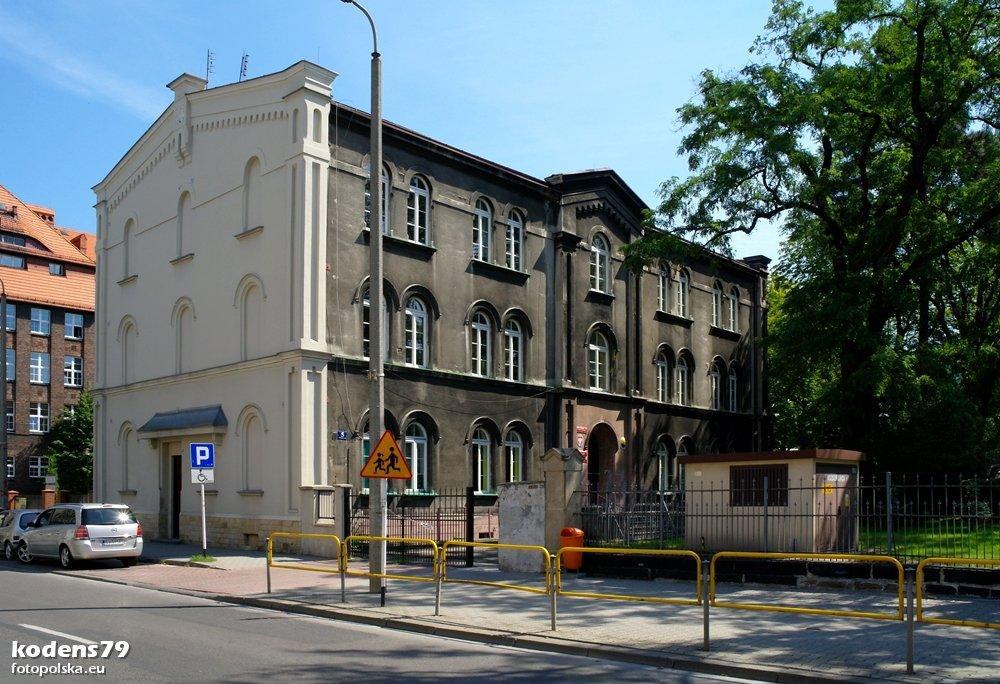
Gmach szkoły w 2012 roku

W połowie XIX wieku, gdy w Katowicach powstawała szkoła ewangelicka, funkcjonowała jedynie szkoła katolicka, otwarta w 1827 roku. Po zorganizowaniu w 1854 roku gminy ewangelickiej pastor Gotthold Christian Clausnitzer rozpoczął naukę religii dla grupy 25 dzieci. Gdy ich liczba uległa podwojeniu, uznano za celowe powołanie szkoły wyznaniowej, a pomieszczenia na sale lekcyjne przy późniejszej ulicy Młyńskiej przekazał na rzecz szkoły właściciel dóbr katowickich, Hubert von Tiele-Winckler. Regularną naukę w nowo utworzonej placówce rozpoczęto w marcu 1856 roku.
W związku ze stałym wzrostem liczby uczniów, w 1858 roku podjęto decyzję o budowie nowego gmachu szkoły. Parcela na której wzniesiony został kościół ewangelicki przy późniejszej ulicy Szkolnej była na tyle duża, by pomieścić na niej jeszcze dwa budynki: szkoły i sali gimnastycznej. Patronat nad budową gmachu szkolnego objął ród Tiele-Wincklerów, który przekazał na ten cel 7 mórg ziemi oraz 2 320 talarów. Pierwsze prace przy budowie budynku szkoły rozpoczęto wiosną 1859 roku, a uroczyste poświęcenie budynku odbyło się 27 sierpnia 1860 roku.
Zgodnie z decyzją władz oświatowych, 7 stycznia 1861 roku szkoła ewangelicka została przekształcona w szkołę publiczną. Utrzymywana była ona głównie ze składek wiernych, a jako że wszyscy mieszkańcy Katowic płacili podatek za utrzymywanie szkół komunalnych, ewangelicy robili to podwójnie, wspierając w ten sposób także swoją placówkę. W 1867 roku rozpoczęły się negocjacje nad przejęciem gmachu szkoły pod zarząd miejski, a jeszcze w tym samym roku przyznano jej subwencję miejską.
W 1871 roku, gdy liczba uczniów przekroczyła 300, do szkoły przyjęto czwartego nauczyciela. W 1873 roku miasto Katowice odkupiło od gminy ewangelickiej gmach szkoły i przejęło pełne koszty związane z utrzymaniem placówki. Stała się ona szkołą ogólnodostępną i wielowyznaniową, do której uczęszczała młodzież wyznania katolickiego, ewangelickiego i żydowskiego. W 1876 roku w szkole kształciło się 481 uczniów w sześciu oddziałach.
Do 1874 roku w gmachu szkoły ewangelickiej mieściła się także plebania parafii ewangelickiej, lecz z powodu szybkiego rozwoju placówki pastor musiał się z niej wyprowadzić. Nowy budynek plebanii oddano do użytku 28 września 1875 roku.
10 kwietnia 1876 roku decyzją rejencji opolskiej została założona szkoła symultanna, która zajęła dwa budynki przy ulicy Młyńskiej i budynek dawnej szkoły ewangelickiej przy ulicy Szkolnej. W nowym roku szkolnym naukę rozpoczęło 1 739 uczniów. W 1892 roku gmach przy ulicy Szkolnej 5 został rozbudowany o dodatkowe piętro i ulokowano w nim rok później Męską Szkołę Średnią (niem. Knaben-Mittelschule).
W październiku 1895 roku Męską Szkołę Średnią połączono z Męską Szkołą Prac Ręcznych (niem. Knaben-Handarbeitsschule). Z uwagi na rosnącą liczbę uczniów, w 1903 roku trzy klasy przeniesiono do budynku szkoły realnej, a ostatecznie cała szkołę ulokowano w późniejszych latach w gmachu przy ulicy Szkolnej 9. W późniejszym okresie w różnych latach mieściły się w budynku przy ulicy Szkolnej 5 m.in.: szkoła ludowa, szkoła wyższa dla dziewcząt, szkoła średnia dla dziewcząt oraz szkoła gospodarstwa domowego. W latach międzywojennych w budynku dawnej szkoły ewangelickiej funkcjonowała specjalna koedukacyjna Szkoła Powszechna nr 8, a w czasach niemieckiej okupacji w 1941 roku przy ulicy Szkolnej 5 i 7 działała Szkoła Główna dla Dziewcząt (niem. Hauptschule für Mädchen).
W 1994 roku w gmachu działał Zespół Opieki Zdrowotnej Szkół Wyższych. 1 września 1999 roku powołano Zespół Szkół Specjalnych Nr 1 w Katowicach z siedzibą przy ulicy Szkolnej 5, w skład której weszła m.in. Szkoła Podstawowa nr 7 Specjalna w Katowicach. 20 października 2003 roku zespół szkół zmienił numerację na Nr 8. 1 września 2017 roku szkoła została przekształcona w ośmioletnią Szkołę Podstawową Nr 7 Specjalną w Katowicach.

## Charakterystyka
Gmach szkoły ewangelickiej położony jest przy ulicy Szkolnej 5 w Katowicach, na terenie dzielnicy Śródmieście. Jest on siedzibą Szkoły Podstawowej Nr 7 Specjalnej w Katowicach.
Jest to obiekt murowany z cegieł i tynkowany, zwieńczony dachem dwuspadowym. Liczy trzy kondygnacje nadziemne i 1 podziemną, a powierzchnia zabudowy budynku wynosi 410 m². Gmach nosi silne znamiona stylu okrągłych łuków (arkadowego), z elementami neorenesansu – odpowiednio do stylu sąsiadującego z nim kościoła ewangelickiego. Charakterystycznym elementami budynku są szczyty z gzymsami arkadowymi oraz obramienia okienne. Pierwotnie obok sal lekcyjnych w budynku głównym znajdowały się mieszkania dla nauczyciela oraz dla pastora.
Budynek szkoły ewangelickiej jest drugim w historii budynkiem szkolnym wzniesionym na terenie współczesnego Śródmieścia Katowic, będąc jednocześnie najstarszym istniejącym gmachem tego typu (pierwszy budynek szkoły z 1856 roku znajdował się przy ulicy Młyńskiej, w miejscu gmachu Urzędu Miasta Katowice). Gmach jest ponadto jednym z najstarszych budynków w tej części miasta.
Gmach szkoły wpisany jest do gminnej ewidencji zabytków miasta Katowice.